# Jasmina Tešanović
Jasmina Tešanović (serb. Јасмина Тешановић; ur. 17 marca 1954 w Belgradzie) – serbska pisarka, tłumaczka, dziennikarka, feministka i działaczka społeczna.

## Życiorys
Dzieciństwo spędziła w Kairze, skąd jej rodzina przeniosła się do Mediolanu. W 1971 rozpoczęła studia prawnicze na Uniwersytecie Mediolańskim, ale po dwóch latach przeniosła się na kierunek artystyczny. W 1976 ukończyła studia, broniąc pracy o twórczości Andrieja Tarkowskiego. Jeszcze w okresie studiów rozpoczęła współpracę ze znanymi reżyserami (Pier Paolo Pasolini, Umberto Silva), a także tworzyła wideo-performanse, które przedstawiała w belgradzkim centrum kultury. Pierwsze filmy krótkometrażowe realizowała wspólnie z Radoslavem Vladiciem. W okresie komunistycznym wydała w Jugosławii antologię współczesnej literatury włoskiej, tłumaczyła na język serbski znanych pisarzy włoskich (Italo Calvino, Elsa Morante, Alberto Moravia, Sandro Veronesi, Andrea de Carlo, Aldo Busi). W 1978 wspólnie z Žaraną Papić i Dunją Blažević była organizatorką pierwszej w historii Jugosławii konferencji feministycznej.
Na początku lat 90. wspólnie ze Slavicą Stojanović założyła wydawnictwo "Feminist 94", które publikowało teksty feministyczne i pacyfistyczne. Działała w organizacjach pokojowych (Kobiety w Czerni, Centrum Studiów Kobiecych). W czasie bombardowania Jugosławii przez samoloty NATO w 1999 pisała dziennik, który początkowo był dostępny w internecie, zanim doczekał się publikacji. Oprócz dziennika napisała kilkanaście książek - powieści, opowiadań i esejów, pisze także tekstu publicystyczne do czasopism belgradzkich. Jej dorobek artystyczny obejmuje kilkanaście filmów krótkometrażowych. W 2024 wystąpiła w filmie fantastycznonaukowym The Truth on Sendai City (reż. Marco Bolognesi), w roli komendantki Evy Sanchez.
Jest mężatką (mąż Bruce Sterling jest amerykańskim pisarzem), ma córkę.

## Nagrody i wyróżnienia
W 2004 została uhonorowana nagrodą Hiroshima Prize, wspólnie z Borka Pavićević i Biljaną Srbljanović za działalność na rzecz pokoju.

## Publikacje
- 1992: Невидљива књига (eseje)
- 1994: У егзилу (nowele)
- 1996: Женска књига (opowiadania)
- 1996: Кофер (opowiadania)
- 1997: Сирене (powieść)
- 1997: Они то раде (dramat)
- 1999: Нормалност: Морална опера једног политичког идиота (dziennik)
- 2001: Балкан не постоји (esej)
- 2001: Ја и моја мултикултурална улица (eseje)
- 2003: Matrimonium (dziennik)
- 2007: Nefertiti was here
- 2013: Мој живот без мене (pamiętnik)
- 2021: Кландестина (powieść)

## Filmografia
- 1975: Приватне мане, јавне врлине
- 1978: Јутро – подне - вече
- 1978: Mother and Sinner, with Rade Vladic (Београд, 1978)
- 1982: Задах тела
- 2007: Stencil Art in Serbia
- 2007: A Minute to Twelve
- 2008: Invisible Cities
- 2008: Rafts
- 2008: Participation
- 2008: Blogs
- 2008: Recycling Romany